# Högom
Högom är en stadsdel i stadsdelsområdet Granlo i västra Sundsvall. Stadsdelen gränsar i öster till stadsdelen Granlo och Högoms gravfält. Väster om Högom ligger stadsdelen Bergsåker.
Högom har fått sitt namn efter högarna på Högoms gravfält, vilka ligger på en grus- och sandås, Sundsvallsåsen, inklämda bland villabebyggelse i Sundsvalls utkant.

## Högoms gravfält

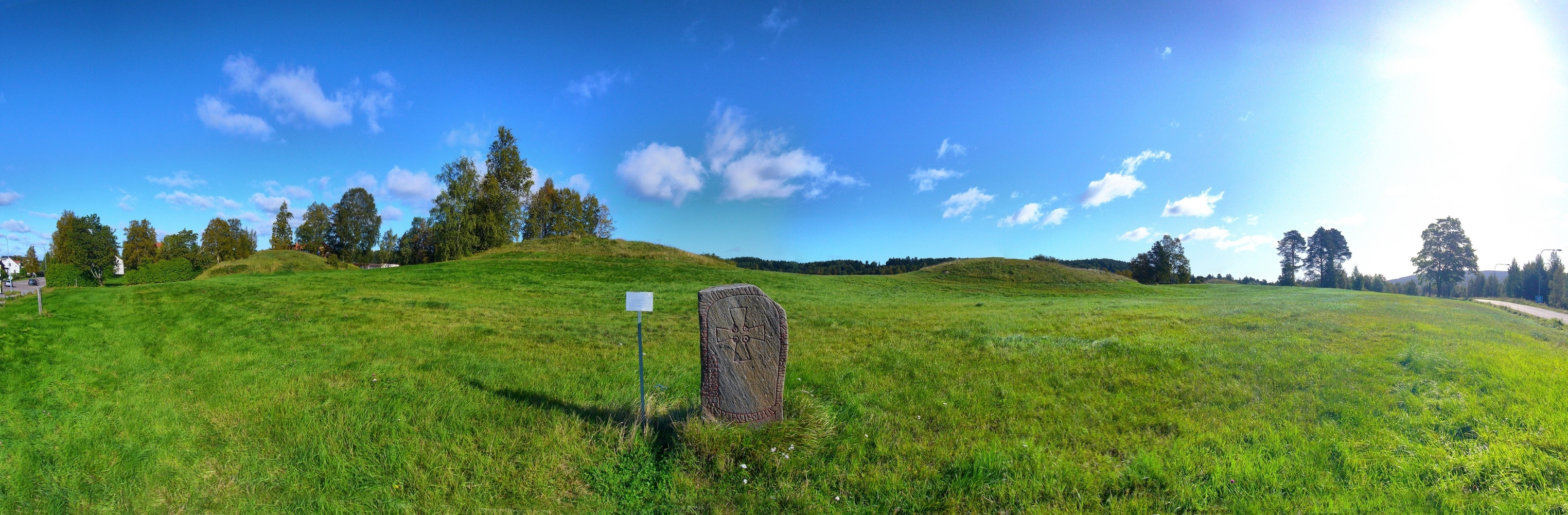
Vy från sydväst. 180 grader panorama. Från vänster: hög nummer ett, två och tre. Hög fyra ligger dold bakom hög tre. Vägen i bildens bägge ändar är riksväg 86.

Gravfältet består av 10 synliga gravhögar från folkvandringstid, men ursprungligen bestod det av minst 17 gravanläggningar. Fyra högar är närmare 40 meter i diameter och höjden är mellan 4 och 5 meter. Övriga högar är mindre, mellan 5 och 15 meter vida och med höjden 0,3–2 meter. De mindre högarna har anlagts först och storhögarna troligen i ordningen 4, 3, 2 och 1.